# 다윈 라그랑지언
다윈 라그랑지언(영어: Darwin Lagrangian, 박물학자 찰스 다윈의 손자인 찰스 갤턴 다윈의 이름을 따서 명명됨)은 진공 상태에서 두 대전 입자 사이의 상호작용을 v^2/c^2 차수까지 기술하며, 여기서 c는 빛의 속력이다. 이는 양자역학의 출현 이전에 도출되었으며, 원자 내 전자의 고전적 전자기 상호작용에 대한 보다 상세한 조사의 결과이다. 보어 모형으로부터 전자는 빛의 속도에 가까운 속도로 움직여야 한다는 것이 알려졌다.
두 상호작용 입자에 대한 완전한 라그랑지언은 다음과 같다.
{\displaystyle L=L_{\text{f}}+L_{\text{int}},}
여기서 자유 입자 부분은 다음과 같다.
{\displaystyle L_{\text{f}}={\frac {1}{2}}m_{1}v_{1}^{2}+{\frac {1}{8c^{2}}}m_{1}v_{1}^{4}+{\frac {1}{2}}m_{2}v_{2}^{2}+{\frac {1}{8c^{2}}}m_{2}v_{2}^{4},}
상호작용은 다음으로 기술된다.
{\displaystyle L_{\text{int}}=L_{\text{C}}+L_{\text{D}},}
여기서 가우스단위계에서의 쿨롱 상호작용은 다음과 같다.
{\displaystyle L_{\text{C}}=-{\frac {q_{1}q_{2}}{r}},}
반면 다윈 상호작용은 다음과 같다.
{\displaystyle L_{\text{D}}={\frac {q_{1}q_{2}}{r}}{\frac {1}{2c^{2}}}\mathbf {v} _{1}\cdot \left[\mathbf {1} +{\hat {\mathbf {r} }}{\hat {\mathbf {r} }}\right]\cdot \mathbf {v} _{2}.}
여기서 q1 및 q2는 각각 입자 1과 2의 전하이고, m1 및 m2는 입자의 질량이며, v1 및 v2는 입자의 속도이고, c는 빛의 속력이며, r은 두 입자 사이의 벡터이고, {\displaystyle {\hat {\mathbf {r} }}}은 r 방향의 단위 벡터이다.
첫 번째 부분은 두 상대론적 입자의 자유 라그랑지언을 v에 대한 2차항까지 테일러 급수로 전개한 것이다. 다윈 상호작용 항은 한 입자가 다른 입자에 의해 생성된 자기장에 반응하기 때문에 발생한다. v/c의 고차항이 유지된다면, 장의 자유도를 고려해야 하며, 상호작용은 더 이상 입자들 사이에서 즉각적으로 일어난다고 볼 수 없다. 이 경우 지연 효과를 고려해야 한다.(pp.  596–598 )

## 진공에서의 유도
전하 q를 가진 입자가 전자기장과 상호작용하는 상대론적 라그랑지언은 다음과 같다.(pp.  580–581 )
{\displaystyle L_{\text{int}}=-q\Phi +{\frac {q}{c}}\mathbf {u} \cdot \mathbf {A} ,}
여기서 u는 입자의 상대론적 속도이다. 우변의 첫 번째 항은 쿨롱 상호작용을 생성한다. 두 번째 항은 다윈 상호작용을 생성한다.
쿨롱 게이지에서 벡터 퍼텐셜은 다음으로 기술된다.:242
{\displaystyle \nabla ^{2}\mathbf {A} -{\frac {1}{c^{2}}}{\frac {\partial ^{2}\mathbf {A} }{\partial t^{2}}}=-{\frac {4\pi }{c}}\mathbf {J} _{t}}
여기서 횡방향 전류 Jt는 두 번째 입자에 의해 생성된 솔레노이드 전류이다. 횡방향 전류의 발산 (벡터)은 0이다.
두 번째 입자에 의해 생성된 전류는 다음과 같다.
{\displaystyle \mathbf {J} =q_{2}\mathbf {v} _{2}\delta {\left(\mathbf {r} -\mathbf {r} _{2}\right)},}
이는 푸리에 변환을 가진다.
{\displaystyle \mathbf {J} \left(\mathbf {k} \right)\equiv \int d^{3}r\exp \left(-i\mathbf {k} \cdot \mathbf {r} \right)\mathbf {J} \left(\mathbf {r} \right)=q_{2}\mathbf {v} _{2}\exp \left(-i\mathbf {k} \cdot \mathbf {r} _{2}\right).}
전류의 횡방향 성분은 다음과 같다.
{\displaystyle \mathbf {J} _{t}(\mathbf {k} )=q_{2}\left[\mathbf {1} -{\hat {\mathbf {k} }}{\hat {\mathbf {k} }}\right]\cdot \mathbf {v} _{2}e^{-i\mathbf {k} \cdot \mathbf {r} _{2}}.}
다음은 쉽게 확인할 수 있다.
{\displaystyle \mathbf {k} \cdot \mathbf {J} _{t}(\mathbf {k} )=0,}
이는 횡방향 전류의 발산이 0일 경우에 해당한다. 우리는 {\displaystyle \mathbf {J} _{t}(\mathbf {k} )}가 푸리에 변환된 전류 중 k에 수직인 성분임을 알 수 있다.
벡터 퍼텐셜 방정식으로부터 벡터 퍼텐셜의 푸리에 변환은 다음과 같다.
{\displaystyle \mathbf {A} \left(\mathbf {k} \right)={\frac {4\pi }{c}}{\frac {q_{2}}{k^{2}}}\left[\mathbf {1} -{\hat {\mathbf {k} }}{\hat {\mathbf {k} }}\right]\cdot \mathbf {v} _{2}e^{-i\mathbf {k} \cdot \mathbf {r} _{2}}}
여기서 우리는 v/c의 가장 낮은 차수 항만 유지했다.
벡터 퍼텐셜의 역 푸리에 변환은 다음과 같다.
{\displaystyle \mathbf {A} \left(\mathbf {r} \right)=\int {\frac {d^{3}k}{\left(2\pi \right)^{3}}}\;\mathbf {A} (\mathbf {k} )\;e^{i\mathbf {k} \cdot \mathbf {r} _{1}}={\frac {q_{2}}{2c}}{\frac {1}{r}}\left[\mathbf {1} +{\hat {\mathbf {r} }}{\hat {\mathbf {r} }}\right]\cdot \mathbf {v} _{2}}
여기서
{\displaystyle \mathbf {r} =\mathbf {r} _{1}-\mathbf {r} _{2}}
(Common integrals in quantum field theory § Transverse potential with mass 참조).
라그랑지언의 다윈 상호작용 항은 다음과 같다.
{\displaystyle L_{\text{D}}={\frac {q_{1}q_{2}}{r}}{\frac {1}{2c^{2}}}\mathbf {v} _{1}\cdot \left[\mathbf {1} +{\hat {\mathbf {r} }}{\hat {\mathbf {r} }}\right]\cdot \mathbf {v} _{2}}
여기서 우리는 v/c의 가장 낮은 차수 항만 다시 유지했다.

## 라그랑주 운동 방정식
입자 중 하나에 대한 운동 방정식은 다음과 같다.
{\displaystyle {\frac {d}{dt}}{\frac {\partial }{\partial \mathbf {v} _{1}}}L\left(\mathbf {r} _{1},\mathbf {v} _{1}\right)=\nabla _{1}L\left(\mathbf {r} _{1},\mathbf {v} _{1}\right)}
{\displaystyle {\frac {d\mathbf {p} _{1}}{dt}}=\nabla _{1}L\left(\mathbf {r} _{1},\mathbf {v} _{1}\right)}
여기서 p1은 입자의 운동량이다.

### 자유 입자
두 입자 간의 상호작용을 무시한 자유 입자의 운동 방정식은 다음과 같다.
{\displaystyle {\frac {d}{dt}}\left[\left(1+{\frac {1}{2}}{\frac {v_{1}^{2}}{c^{2}}}\right)m_{1}\mathbf {v} _{1}\right]=0}
{\displaystyle \mathbf {p} _{1}=\left(1+{\frac {1}{2}}{\frac {v_{1}^{2}}{c^{2}}}\right)m_{1}\mathbf {v} _{1}}

### 상호작용하는 입자
상호작용하는 입자의 경우 운동 방정식은 다음과 같다.
{\displaystyle {\frac {d}{dt}}\left[\left(1+{\frac {1}{2}}{\frac {v_{1}^{2}}{c^{2}}}\right)m_{1}\mathbf {v} _{1}+{\frac {q_{1}}{c}}\mathbf {A} \left(\mathbf {r} _{1}\right)\right]=-\nabla {\frac {q_{1}q_{2}}{r}}+\nabla \left[{\frac {q_{1}q_{2}}{r}}{\frac {1}{2c^{2}}}\mathbf {v} _{1}\cdot \left[\mathbf {1} +{\hat {\mathbf {r} }}{\hat {\mathbf {r} }}\right]\cdot \mathbf {v} _{2}\right]}
{\displaystyle {\frac {d\mathbf {p} _{1}}{dt}}={\frac {q_{1}q_{2}}{r^{2}}}{\hat {\mathbf {r} }}+{\frac {q_{1}q_{2}}{r^{2}}}{\frac {1}{2c^{2}}}\left\{\mathbf {v} _{1}\left({{\hat {\mathbf {r} }}\cdot \mathbf {v} _{2}}\right)+\mathbf {v} _{2}\left({{\hat {\mathbf {r} }}\cdot \mathbf {v} _{1}}\right)-{\hat {\mathbf {r} }}\left[\mathbf {v} _{1}\cdot \left(\mathbf {1} +3{\hat {\mathbf {r} }}{\hat {\mathbf {r} }}\right)\cdot \mathbf {v} _{2}\right]\right\}}
{\displaystyle \mathbf {p} _{1}=\left(1+{\frac {1}{2}}{\frac {v_{1}^{2}}{c^{2}}}\right)m_{1}\mathbf {v} _{1}+{\frac {q_{1}}{c}}\mathbf {A} \left(\mathbf {r} _{1}\right)}
{\displaystyle \mathbf {A} \left(\mathbf {r} _{1}\right)={\frac {q_{2}}{2c}}{\frac {1}{r}}\left[\mathbf {1} +{\hat {\mathbf {r} }}{\hat {\mathbf {r} }}\right]\cdot \mathbf {v} _{2}}
{\displaystyle \mathbf {r} =\mathbf {r} _{1}-\mathbf {r} _{2}}

## 진공에서 두 입자에 대한 해밀토니안
진공에서 두 입자에 대한 다윈 해밀토니안은 르장드르 변환으로 라그랑지언과 관련된다.
{\displaystyle H=\mathbf {p} _{1}\cdot \mathbf {v} _{1}+\mathbf {p} _{2}\cdot \mathbf {v} _{2}-L.}
해밀토니안은 다음과 같다.
{\displaystyle H\left(\mathbf {r} _{1},\mathbf {p} _{1},\mathbf {r} _{2},\mathbf {p} _{2}\right)=\left(1-{\frac {1}{4}}{\frac {p_{1}^{2}}{m_{1}^{2}c^{2}}}\right){\frac {p_{1}^{2}}{2m_{1}}}\;+\;\left(1-{\frac {1}{4}}{\frac {p_{2}^{2}}{m_{2}^{2}c^{2}}}\right){\frac {p_{2}^{2}}{2m_{2}}}\;+\;{\frac {q_{1}q_{2}}{r}}\;-\;{\frac {q_{1}q_{2}}{r}}{\frac {1}{2m_{1}m_{2}c^{2}}}\mathbf {p} _{1}\cdot \left[\mathbf {1} +\mathbf {\hat {r}} \mathbf {\hat {r}} \right]\cdot \mathbf {p} _{2}.}
이 해밀토니안은 두 입자 사이의 상호작용 에너지를 제공한다. 최근 입자 속도로 표현될 때 마지막 항에서 단순히 {\displaystyle \mathbf {p} =m\mathbf {v} }를 설정하고 부호를 반전시켜야 한다고 주장되었다.

### 운동 방정식
해밀턴 운동 방정식은 다음과 같다.
{\displaystyle \mathbf {v} _{1}={\frac {\partial H}{\partial \mathbf {p} _{1}}}}
그리고
{\displaystyle {\frac {d\mathbf {p} _{1}}{dt}}=-\nabla _{1}H,}
이는 다음을 산출한다.
{\displaystyle \mathbf {v} _{1}=\left(1-{\frac {1}{2}}{\frac {p_{1}^{2}}{m_{1}^{2}c^{2}}}\right){\frac {\mathbf {p} _{1}}{m_{1}}}-{\frac {q_{1}q_{2}}{2m_{1}m_{2}c^{2}}}{\frac {1}{r}}\left[\mathbf {1} +{\hat {\mathbf {r} }}{\hat {\mathbf {r} }}\right]\cdot \mathbf {p} _{2}}
그리고
{\displaystyle {\frac {d\mathbf {p} _{1}}{dt}}={\frac {q_{1}q_{2}}{r^{2}}}{\hat {\mathbf {r} }}\;+\;{\frac {q_{1}q_{2}}{r^{2}}}{\frac {1}{2m_{1}m_{2}c^{2}}}\left\{\mathbf {p} _{1}\left({{\hat {\mathbf {r} }}\cdot \mathbf {p} _{2}}\right)+\mathbf {p} _{2}\left({{\hat {\mathbf {r} }}\cdot \mathbf {p} _{1}}\right)-{\hat {\mathbf {r} }}\left[\mathbf {p} _{1}\cdot \left(\mathbf {1} +3{\hat {\mathbf {r} }}{\hat {\mathbf {r} }}\right)\cdot \mathbf {p} _{2}\right]\right\}}

## 양자 전기역학
다윈 상호작용의 구조는 양자 전기역학에서도 명확하게 나타나며, 섭동 이론의 최저 차수에서 광자 교환에 의해 발생한다. 파동 벡터 kμ = (ω /c, k),인 사차원 운동량 pμ = ħkμ를 가진 광자의 쿨롱 게이지에서의 전파 인자는 두 가지 성분을 가진다.
{\displaystyle D_{00}(k)={1 \over \mathbf {k} ^{2}}}
는 두 대전 입자 사이의 쿨롱 상호작용을 제공하고, 반면
{\displaystyle D_{ij}(k)={1 \over \omega ^{2}-c^{2}\mathbf {k} ^{2}}\left(\delta _{ij}-{k_{i}k_{j} \over \mathbf {k} ^{2}}\right)}
는 횡방향 광자의 교환을 설명한다. 이는 편광 벡터 {\displaystyle \mathbf {e} _{\lambda }}를 가지며 전하 {\displaystyle q}와 삼차원 운동량 {\displaystyle \mathbf {p} }를 가진 입자와 {\displaystyle -q{\sqrt {4\pi }}\,\mathbf {e} _{\lambda }\cdot \mathbf {p} /m.}의 세기로 결합한다. 이 게이지에서는 {\displaystyle \mathbf {e} _{\lambda }\cdot \mathbf {k} =0}이므로 광자가 입자와 결합하기 전후에 입자 운동량을 사용해도 상관없다.
두 입자 사이의 광자 교환에서, 여기 필요한 {\displaystyle v^{2}/c^{2}} 정확도까지 작동하는 전파 인자에서 주파수 {\displaystyle \omega }를 {\displaystyle c\mathbf {k} }에 비해 무시할 수 있다. 그러면 전파 인자의 두 부분이 함께 유효 해밀토니안을 제공한다.
{\displaystyle H_{int}(\mathbf {k} )={4\pi q_{1}q_{2} \over \mathbf {k} ^{2}}-{4\pi q_{1}q_{2} \over m_{1}m_{2}c^{2}\mathbf {k} ^{2}}\mathbf {p} _{1}\cdot \left(\mathbf {1} -{\hat {\mathbf {k} }}{\hat {\mathbf {k} }}\right)\cdot \mathbf {p} _{2}}
는 k-공간에서의 상호작용에 대한 것이다. 이는 이제 고전적 결과와 동일하며 이 유도에서 사용된 양자 효과의 흔적은 없다.
디랙 입자와 스핀 s = 1/2이 결합할 때도 유사한 계산을 수행할 수 있으며, 브라이트 방정식의 유도에 사용된다. 이는 동일한 다윈 상호작용을 제공하지만 스핀 자유도를 포함하고 플랑크 상수에 의존하는 추가 항도 제공한다.

## 같이 보기
- 정적 힘과 가상 입자 교환
- 브라이트 방정식
- 휠러-파인만 흡수자 이론